# Üdruma
Üdruma est un village de la Commune de Kullamaa du Comté de Lääne en Estonie.
Au 31 décembre 2011, il compte 85 habitants.